# Андрюшкявичюс, Витаутас
Ви́таутас Андрюшкя́вичюс (лит. Vytautas Andriuškevičius; 8 октября 1990, Алитус, Литовская ССР, СССР) — литовский футболист, защитник.

## Карьера игрока

### Клубная
Витаутас Андрюшкявичюс начал свою профессиональную карьеру в клубе «Каунас» в 2007 году.
Летом 2010 года подписал контракт с польской «Лехией» до июня 2013 года.
3 апреля 2013 года присоединился к шведскому «Юргордену» на один год, с возможностью продления контракта на три сезона.
В 2014 году перешёл в нидерландский «Камбюр».
14 июля 2016 года перешёл в американский «Портленд Тимберс» в качестве свободного агента. 31 июля в матче против «Спортинга Канзас-Сити» дебютировал в MLS, выйдя на замену на 69-й минуте. 28 августа в матче против «Сиэтл Саундерс» забил свой первый гол в MLS.
7 августа 2018 года был приобретён «Ди Си Юнайтед» за 50 тыс. долларов в целевых распределительных средствах. В начале сентября на тренировке получил травму сгибателя бедра, из-за чего выбыл из строя до конца сезона. Не сыграв ни одного матча, по окончании сезона 2018 покинул «Ди Си Юнайтед» в связи с непродлением контракта.
В марте 2019 года вернулся играть на родину, подписав контракт с «Судувой» сроком до конца сезона.
В июле 2019 года перешёл в казахстанский «Тобол», подписав контракт до ноября 2020 года. В составе костанайцев провёл 12 матчей в казахстанской Премьер-лиге. В феврале 2020 года покинул «Тобол» по обоюдному согласию сторон.
В феврале 2020 года присоединился к «Кызыл-Жару». В составе петропавловцев провёл 10 матчей. В ноябре покинул «Кызыл-Жар» по истечении срока действия контракта.
В апреле 2021 года в возрасте 30 лет Витаутас Андрюшкявичюс объявил о завершении футбольной карьеры.

### В сборной
Играл за молодёжную сборную страны. Дебютировал за взрослую национальную сборную в августе 2011 года в матче против сборной Армении.

## Карьера тренера
После завершения игровой карьеры вернулся в Портленд, где работал детским тренером. 11 мая 2022 года вошёл в тренерский штаб клуба Национальной женской футбольной лиги «Портленд Торнс» в качестве ассистента главного тренера Риан Уилкинсон.

## Достижения
«Каунас»
- Чемпион Балтийской лиги: 2008
- Чемпион Литвы: 2007
- Обладатель Кубка Литвы: 2007/08
- Обладатель Суперкубка Литвы: 2007